# TT277
La tombe thébaine TT 277 est située à Gournet Mourraï, dans la nécropole thébaine, sur la rive ouest du Nil, face à Louxor en Égypte.
C'est la tombe d'un nommé Amenemonet, père divin du temple du roi Amenhotep III. La tombe date de la XIXe dynastie.